# NGC 7415-2
NGC 7415-2 (другие обозначения — PGC 69985, UGC 12244, MCG 3-58-12, ZWG 453.23) — галактика в созвездии Пегас.
Этот объект не входит в число перечисленных в оригинальной редакции «Нового общего каталога» и был добавлен позднее.